# انتسو بیلیوتی
انتسو بیلیوتی (ایتالیایی: Enzo Biliotti؛ ‏ ۲۸ ژوئن ۱۸۸۷ – ۱۹ نوامبر ۱۹۷۶) بازیگر اهل ایتالیا بود.
از فیلم‌هایی که وی در آن نقش داشته‌است، می‌توان به آدم و حوا، قلب‌ها در دریا، نامزدشده (۱۹۲۳)، نامزدشده (۱۹۴۱)، شاهین نیل، به من نگو!، عاشق مجنون‌وار، آن بالابالاها، دکتر آنتونیو، فقط تو را دوست دارم، دختر ماتا هاری و اتصال کوتاه اشاره کرد.